# Celithemis eponina
Celithemis eponina is een libellensoort uit de familie van de korenbouten (Libellulidae), onderorde echte libellen (Anisoptera).
De wetenschappelijke naam Celithemis eponina is voor het eerst geldig gepubliceerd in 1773 door Drury.